# Mein Fahrrad
Mein Fahrrad ist ein Lied der deutschen A-cappella- und Popband Die Prinzen aus dem Jahr 1991.

## Entstehung und Veröffentlichung
Das Lied wurde von den beiden Prinzen-Mitgliedern Sebastian Krumbiegel und Tobias Künzel geschrieben beziehungsweise komponiert. Für die Produktion zeichnete Annette Humpe verantwortlich.
Die Erstveröffentlichung von Mein Fahrrad erfolgte als Teil des Prinzen-Debütalbums Das Leben ist grausam am 9. September 1991 bei Hansa Records. Im Folgejahr erschien es als Singleauskopplung aus dem Album. Diese erschien als 7″-Single mit der B-Seite Blaues Blut sowie als CD-Maxi-Single, die um eine A-cappella-Version zu Mein Fahrrad erweitert wurde.

## Inhalt
Das Lied handelt vom Fahrradfahren. Es ist ein politisches Lied und kritisiert Autofahrer, indem einzelne Automarken benannt werden mit einer reimenden Beleidigung verbunden:

„Jeder Popel fährt ’nen Opel

Jeder Affe fährt ’nen Ford

Jeder Blödmann fährt ’nen Porsche

Jeder Arsch ’nen Audi Sport

Jeder Spinner fährt ’nen Manta

Jeder Dödel Jaguar

Nur Genießer fahren Fahrrad

Und sind immer schneller da.“

## Musikvideo
Im Musikvideo tragen die Bandmitglieder alle ein T-Shirt mit der Aufschrift „Das Leben ist grausam“, der Titel ihres Debütalbums. Sebastian Krumbiegel als Frontsänger fährt durch die Straßen mit dem Fahrrad, während die anderen auf einem Parkplatz vor einem Hotel am Schlagzeug dastehen. Bis November 2023 zählte das Video über 2,5 Millionen Aufrufe auf der Videoplattform von YouTube.

## Chartplatzierungen
| ChartsChartplatzierungen | Höchstplatzierung | Wochen |
| ------------------------ | ----------------- | ------ |
| Deutschland (GfK)        | 68 (9 Wo.)        | 9      |